# 本多RuRu
本多RuRu（1976年3月18日—），原名董璐，日本华裔女歌手，活躍於日本及華語樂壇。出生於中國遼寧省瀋陽市，曾為日本女子組合太陽與月亮的成員之一。

## 出道過程

### 1992-1997
1992年，RuRu隨著母親移民日本，一邊在拉麵店打工一邊學日文。
1993年，她參加了東京電視台的「外國人歌謠大賽」並進入決賽。
1995年1月，參加由日本KDD國際電話公司主辦的「第一屆在日華人卡拉OK大賽」中得到了第一名，之後連續三年她都為KDD作形象代言。同年5月，首次參與中日合作的電視劇《上海人在東京》的演出。
1996年6月，RuRu與日本創作男歌手宇崎龍童合作在東京23個區舉行音樂會並同台演出。
1997年，與日本男歌手西城秀樹合作在北京萬里長城、深圳體育館、廣州天河體育館、珠海舉行大型演唱會。同年8月，擔任日本NHK電視台的亞洲音樂節目《深夜的王國》的日語VJ。

### 1998-2000
1998年，RuRu參加由日本《五花八門淺草橋》節目推出新人選秀特別企劃單元，希望藉此單元的訓練，培養出一個表演團體，並定下嚴苛的目標: 1. 特訓後發行單曲CD，必須到達日本ORICON排行榜前六位2.連續四個月各出一張單曲。而她便在經紀人的鼓勵下，寄出了自己的DEMO帶，面試以一首惠妮休斯頓高難度的《I'll Always Love You》贏得該節目製作人的賞識，與稻葉貴子、信田美帆、小湊美和等人正式成立團體太陽與月亮。
1999年4月，太陽與月亮終於推出了首張日文單曲《月亮太陽》，由淳君(射亂Q主唱)擔任唱片製作人。而且首張專輯《Taiyo & Ciscomoon 1》銷量高達35萬張以上，並打進日本ORICON排行榜第4名。之後四個月內團體成員各自發行單曲，也創下非常好的成績，終於在同年12月囊括日本音樂界六大獎項的所有新人獎。
2000年4月，太陽與月亮團名正式改名為T&C Bomber並推出第7張日文單曲《Don't Stop》。同年7月，推出第8張日文單曲《正午的海市蜃樓》及第二張專輯《2nd Stage》，之後製作人淳君召集她們開會，他認為太陽與月亮4位成員已經有足夠的實力可以各自發展，所以告知團體即將解散。其後《五花八門淺草橋》在台灣播出，RuRu更在一次巧合之下碰上了維京音樂總經理姚謙，並引領她轉往台灣發展，同年12月加盟維京音樂。

### 2001-2007
2001年3月，以個人身份推出首張國語專輯《美麗心情》，正式進軍華語歌壇，主打歌包括《美麗心情》、《愛上了》、《今天的祝福，明天的孤獨》、《一點點力量》。同年12月，與同屬維京音樂及科藝百代旗下歌手侯湘婷、吳克群、B.A.D合作拍攝3集音樂偶像劇《陽光果凍》的演出。
2002年1月，推出第二張國語專輯《Single》，主打歌包括《有時候沒時候》、《單身女子俱樂部》、《冬季的愛情電影》、《神啊！請多給我一點力量》。同年6月，參與偶像劇《月光森林》的演出。
2003年10月，推出首張國語新歌加精選輯《跟我說》，收錄2首新歌及12首精選舊歌和1首Remix精選組曲，主打歌包括《跟我說》及《愛情快閃族》。
2004年2月，與維京音樂合約正式約滿，並轉往戲劇圈發展，同年6月參與台灣偶像劇《戰神》的演出。
2005年，與中國大陸京文唱片簽約，並於中國大陆推出國語單曲《你一點都沒變》，其後由於合約問題導致原定計畫推出的第三張國語專輯難產。
2007年，簽約日本亞神音樂，於同年4月在日本推出首張日文專輯《初心》，正式回歸日本歌壇。

### 2015-2016
2015年7月，在日本東京，參加由《最初で最後じゃなかった！太陽とシスコムーン トークライブ〜やっぱり4人で〜》。
2016年8月，在中國大陸渭南，參加由《渭南第五届青岛啤酒节》。

### 個人生活
2023年已移居美國。

## 音樂作品

### 太陽與月亮時期專輯
- 1999年10月27日：《Taiyo & Ciscomoon 1》
- 2000年9月27日：《2nd Stage》
- 2008年12月10日：《太陽與月亮/T&C Bomber》（精選輯）

### 太陽與月亮時期單曲
- 1999年4月21日：《月亮太陽》
- 1999年6月23日：《Gatamekira》
- 1999年7月28日：《宇宙La Ta Ta》
- 1999年8月25日：《Everyday Everywhere》
- 1999年9月29日：《Magic of Love》
- 1999年12月8日：《圓圓的太陽(Winter Version)》
- 2000年4月19日：《Don't Stop 戀愛中?》
- 2000年7月19日：《Hey!正午的海市蜃樓》

### 個人專輯
- 2001年《美麗心情》(國語)
- 2002年《Single》(國語)
- 2003年《跟我說(新歌+精選)》(國語)
- 2007年《初心》(日文)

### 個人單曲
- 2005年《你一點都沒變》（國語）

## 電視劇
- 1995年《上海人在東京》飾演 蔡小玲
- 1996年《ドク》飾演 中国人学生
- 2001年《陽光果凍》飾演 本多RuRu
- 2002年《月光森林》飾演  Sixy
- 2004年《戰神》飾演  響子

## MV
- 2001年《Oh! I》B.A.D
- 2003年《對的人》戴愛玲
- 2003年《我該得到》戴愛玲